# Flugebosjön
Flugebosjön är en sjö i Ödeshögs kommun i Östergötland och ingår i Motala ströms huvudavrinningsområde. Sjön är 7,9 meter djup, har en yta på 0,598 kvadratkilometer och är belägen 187 meter över havet. Sjön avvattnas av vattendraget Lillån.

## Delavrinningsområde
Flugebosjön ingår i det delavrinningsområde (644981-144279) som SMHI kallar för Utloppet av Hallångssjön. Medelhöjden är 194 meter över havet och ytan är 49,35 kvadratkilometer. Det finns inga avrinningsområden uppströms utan avrinningsområdet är högsta punkten. Lillån som avvattnar avrinningsområdet har biflödesordning 3, vilket innebär att vattnet flödar genom totalt 3 vattendrag innan det når havet efter 156 kilometer. Avrinningsområdet består mestadels av skog (79 procent). Avrinningsområdet har 3,07 kvadratkilometer vattenytor vilket ger det en sjöprocent på 6,2 procent. Bebyggelsen i området täcker en yta av 0,32 kvadratkilometer eller 1 procent av avrinningsområdet.